# Nebel
Nebel, žičano glazbalo, starinsko glazbalo, oblikom slično harfi. Spominje se u Bibliji (Ps 33,2; 92,4; 144,9), gdje ga se često spominje skupa s lirom (gitarom). Glazbalo je bilo vrlo veliko, gotovo veličine čovjeka. Izrađivano je s prekrasnih ukrasima. Imalo je deset ili dvanaest žica.